# Араухо, Энрике
Энрике Араухо Альварес (исп. Enrique Araújo Álvarez; родился 3 октября 1995 года в Асунсьон, Парагвай) — парагвайский футболист, вингер клуба «Атыра».

## Клубная карьера
Араухо — воспитанник клуба «Насьональ» из своего родного города. 16 февраля 2014 года в матче против «Спортиво Лукеньо» он дебютировал в парагвайской Примере. 26 июня в дерби против «Гуарани» Энрике забил свой первый гол за «Насьональ», реализовав пенальти.

## Международная карьера
В 2015 году Араухо принял участие в молодёжном чемпионате Южной Америки в Уругвае. На турнире он принял участие в матчах против команд Колумбии, Эквадора, Боливии, Аргентины, Перу и Уругвая. В поединке против боливийцев Энрике забил гол.